# Steenzaag

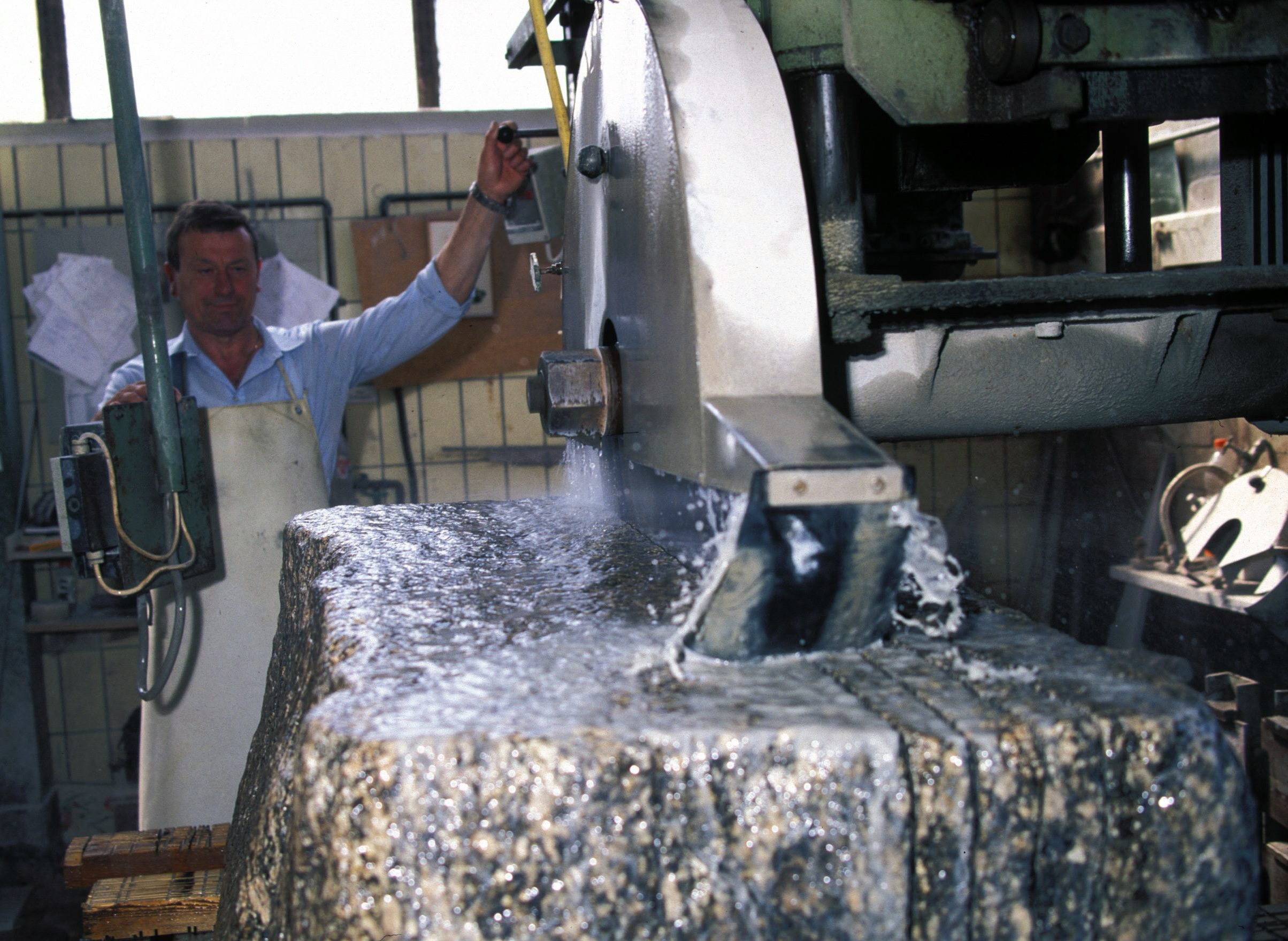
Het zagen van een blok gneis

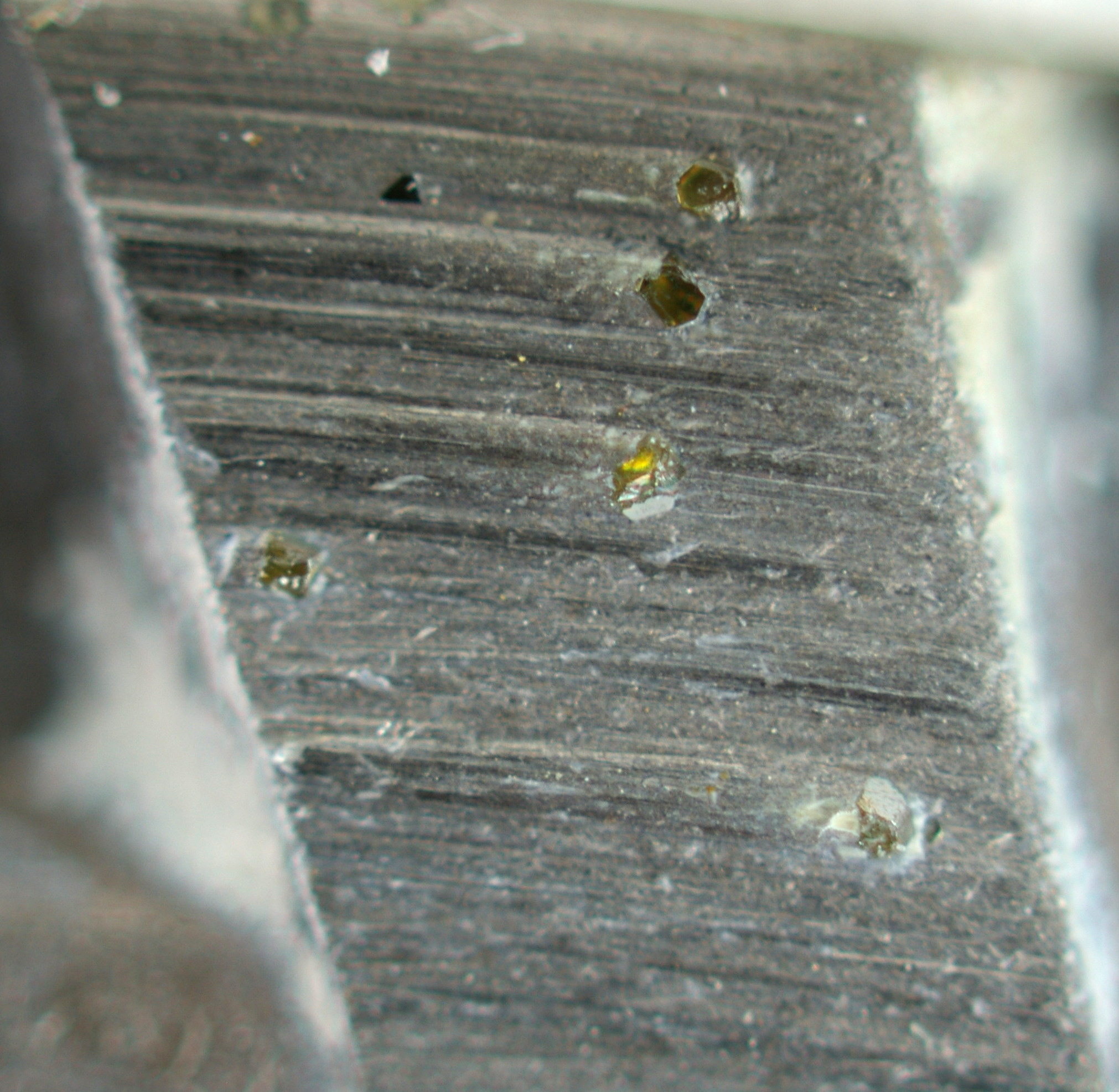
Een close-up van het segment van een diamantzaagblad. De diamanten en de gesleten metalen drager zijn hierop goed te zien

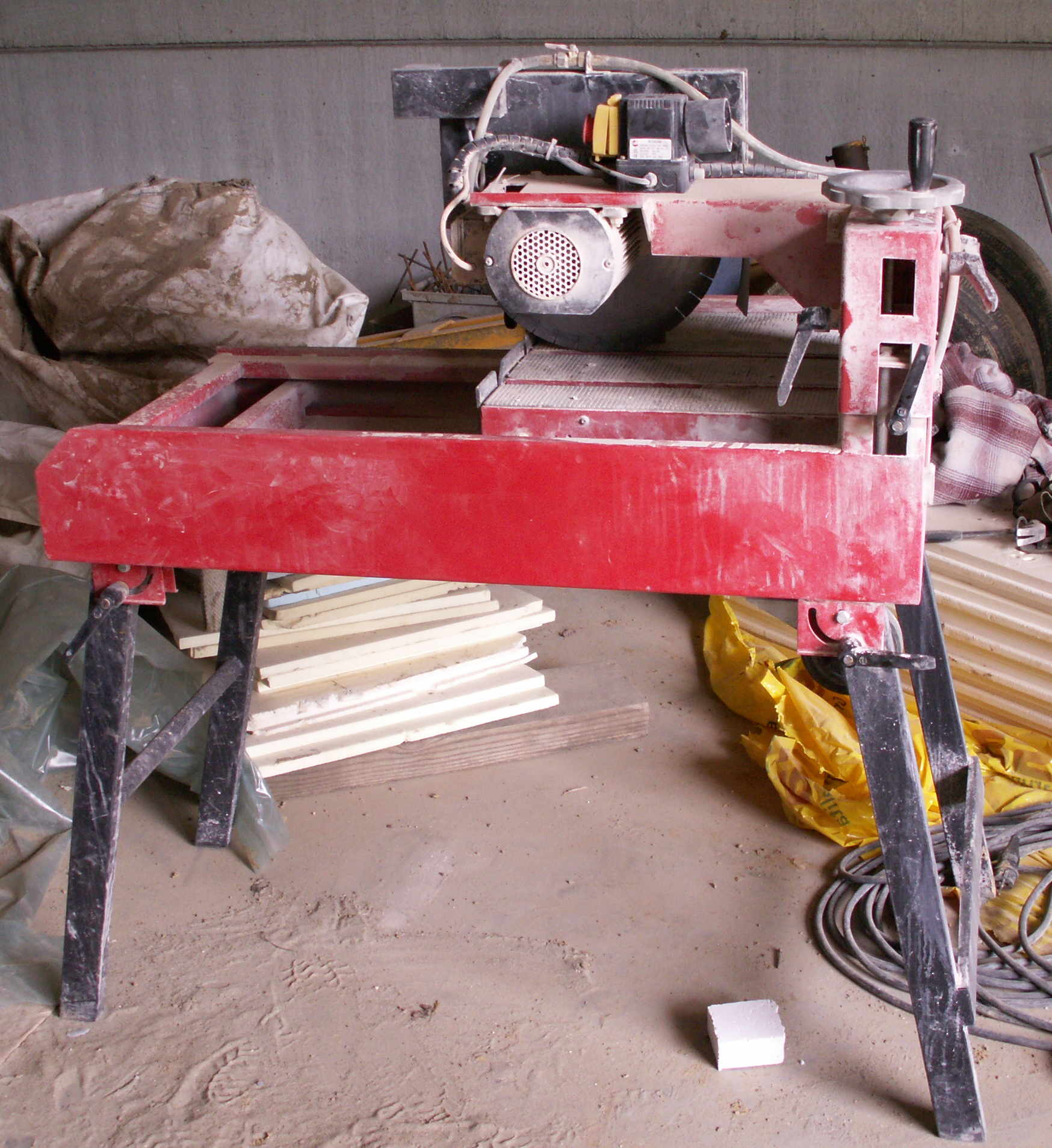
Tegelzaag

Een steenzaag is een handzaag of zaagmachine die gebruikt wordt om natuursteen mee te zagen.

## Handzaag
Voor het zagen van mergel, zachte kalksteensoorten en speksteenachtigen als albast bestaan er handsteenzagen van gesmeed staal, al dan niet met tanden van Widia of diamant. Deze zagen kunnen zowel met als zonder water gebruikt worden.

## Elektrisch gereedschap
Er bestaan diverse kleine elektrische en ook wel pneumatische machines om steen te zagen. De meest gebruikte hiervan is wel de haakse slijper met diamantzaagblad. Ook deze kan zowel nat als droog gebruikt worden. Ook worden de decoupeerzaag en de reciprozaag wel met steenzaagblad gebruikt. Ten slotte is er nog de steenclipper, ook wel zaagtafel of tegelzaag genaamd.

## Professionele zaagmachines
In zagerijen bij steengroeven en in natuursteenbedrijven worden diverse typen steenzaag gebruikt. Vrijwel alle werken met diamant als slijpmiddel en worden met water gekoeld.
Enkele typen steenzagen zijn:
- de draadzaag. De draadzaag werkt met een met diamant belegde staaldraad, die door de steen slijpt. Er zijn twee typen:
  - het in de steengroeve gebruikte type. Hierbij wordt de zaagdraad door boorgaten geleid en op spanning gebracht door de aandrijfmotor op een hellende rails te plaatsen. Dit zorgt dat de draad altijd strak blijft staan, ook als de nog te zagen afstand korter wordt (afb.1).
  - de computergestuurde draadzaag. Met deze draadzaag kunnen ingewikkelde vormen uitgezaagd worden (afb. 2).
- de steencirkelzaag (brugzaag, portiekzaag, halfportiekzaag). Het meest gebruikte type, zowel voor het voorzagen van de ruwe, gekloofde blokken uit de steengroeve, als voor het zaagwerk in de steenhouwerij (afb.3).
- de schudzaag. Een steenzaag met een lang smal zaagblad, dat heen en weer beweegt (afb.4).
- de raamzaag. Een schudzaag met meerdere zaagbladen, meestal gebruikt om een ruw blok steen tot platen te zagen. De afstand tussen de zaagbladen is instelbaar, zodat platen van verschillende dikte gezaagd kunnen worden.
- de waterjet. Met een waterstraal kunnen in natuurstenen plaatmateriaal computergestuurd allerlei vormen gezaagd worden (afb. 5).
- de steenkettingzaag. Kettingzagen voor steen zijn er zowel voor gebruik in een groeve (afb.6) als in een met de hand bediende versie. De laatste wordt ofwel hydraulisch (afb. 7) ofwel door een benzinemotor aangedreven (afb.8).

## Van zand naar diamant
Waar de meeste typen steenzaag tegenwoordig industriële diamant gebruiken om middels de slijpende werking materiaal te verwijderen, werd vóór de twintigste eeuw vooral zand als slijpmiddel gebruikt bij het slijpen van abrasieve steensoorten. Dit zand werd gewoonlijk in combinatie met water toegevoerd langs een langwerpig zaagblad met een vertanding die het zand vasthield, om door middel van een heen en weergaande beweging, als bij een schudzaag, de steen door te slijpen. Dit zagen werd vooral handmatig gedaan, een geduldwerk. Voor kalksteensoorten, vooral de zachtere typen kalksteen, werd vanouds met getande stalen zaagbladen gewerkt om plaatmateriaal te verkrijgen.
Voor de vervaardiging van steenblokken uit ruwe steen werd eerder gebruikgemaakt van technieken als kloven en gereedschappen als de grendel, de vlecht, de steenbijl, de dissel en diverse typen steenbeitel.

## Galerij

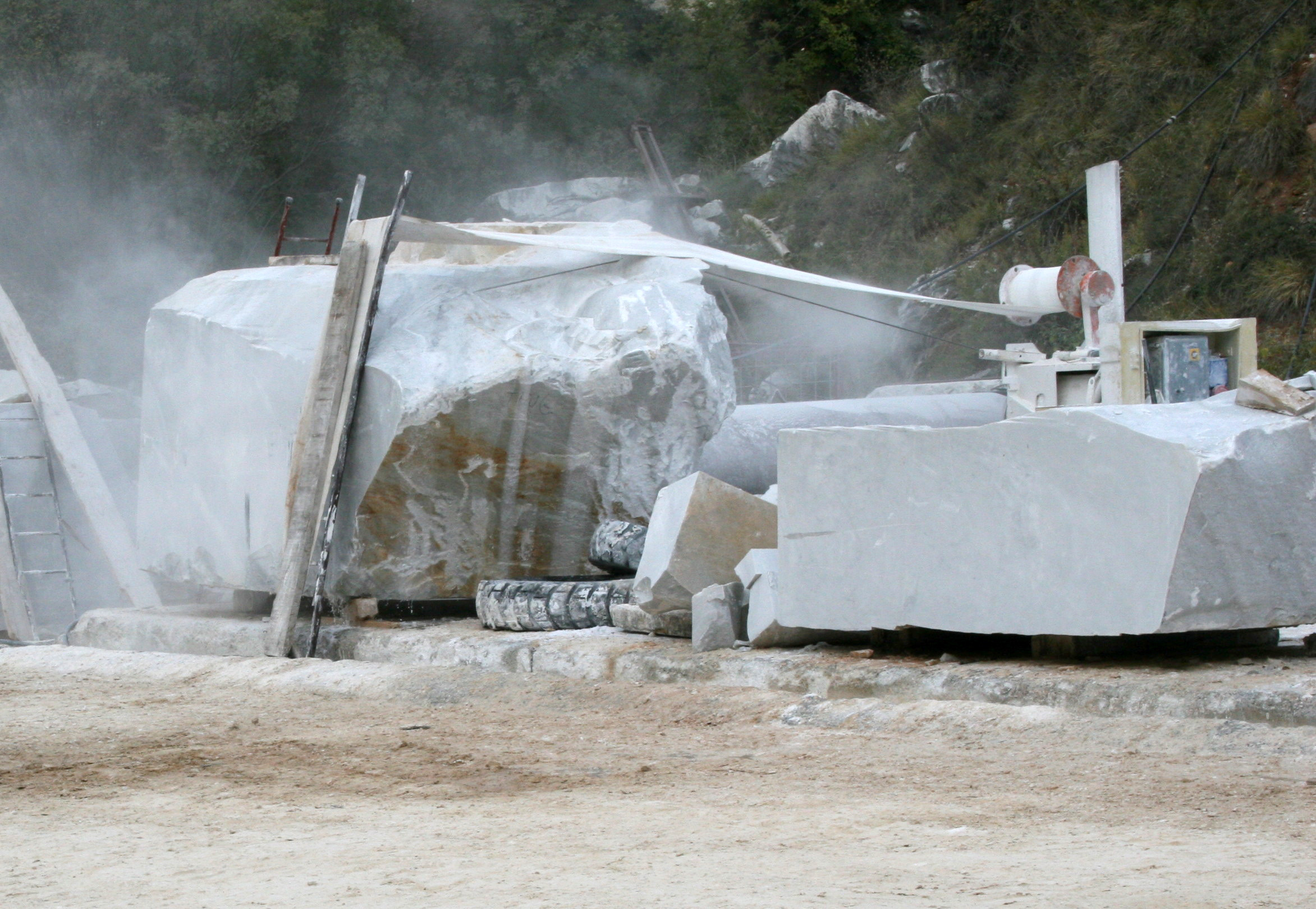
1. Een draadzaag in een steengroeve
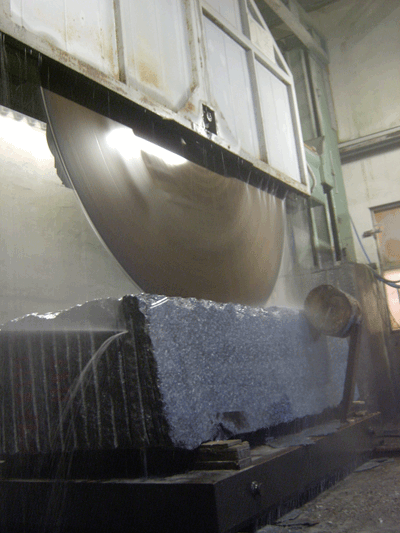
3. Een cirkelzaag bewerkt een ruw blok steen
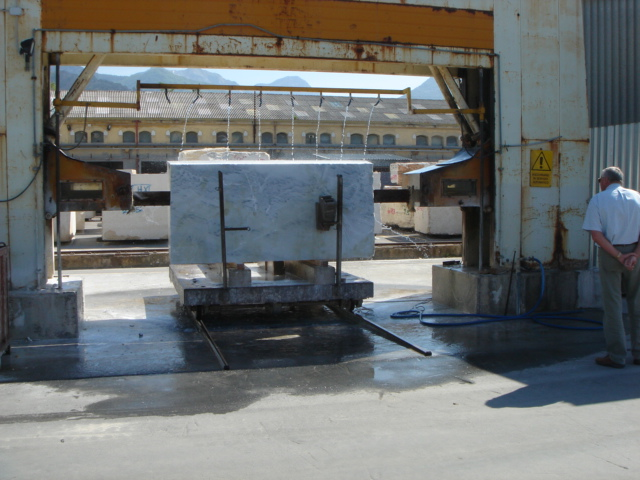
4. Een schudzaag
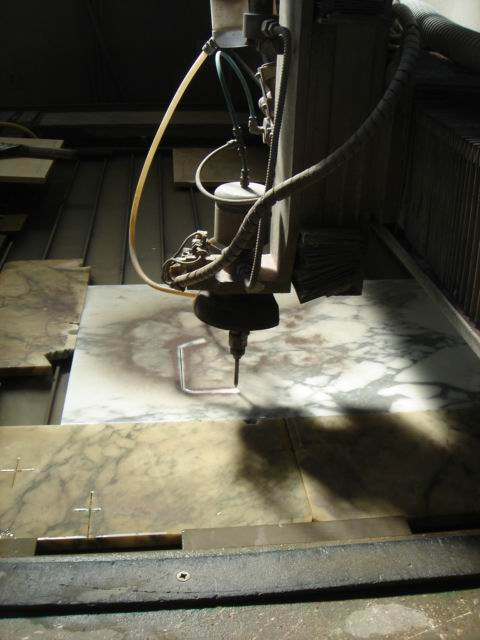
5. Een waterjet snijrobot
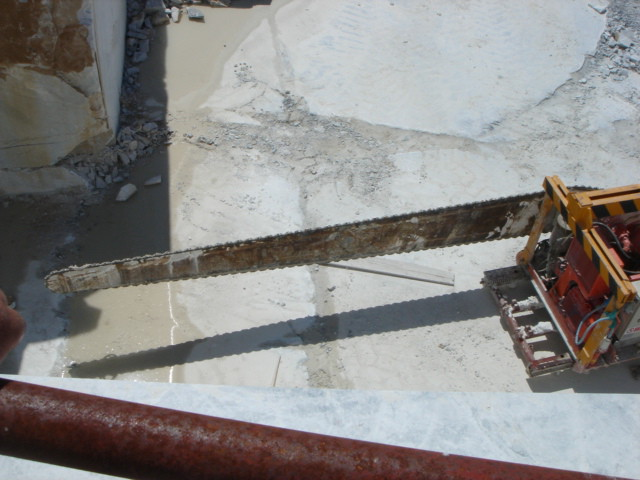
6. Een kettingzaag met een zwaard van 5 meter in een groeve
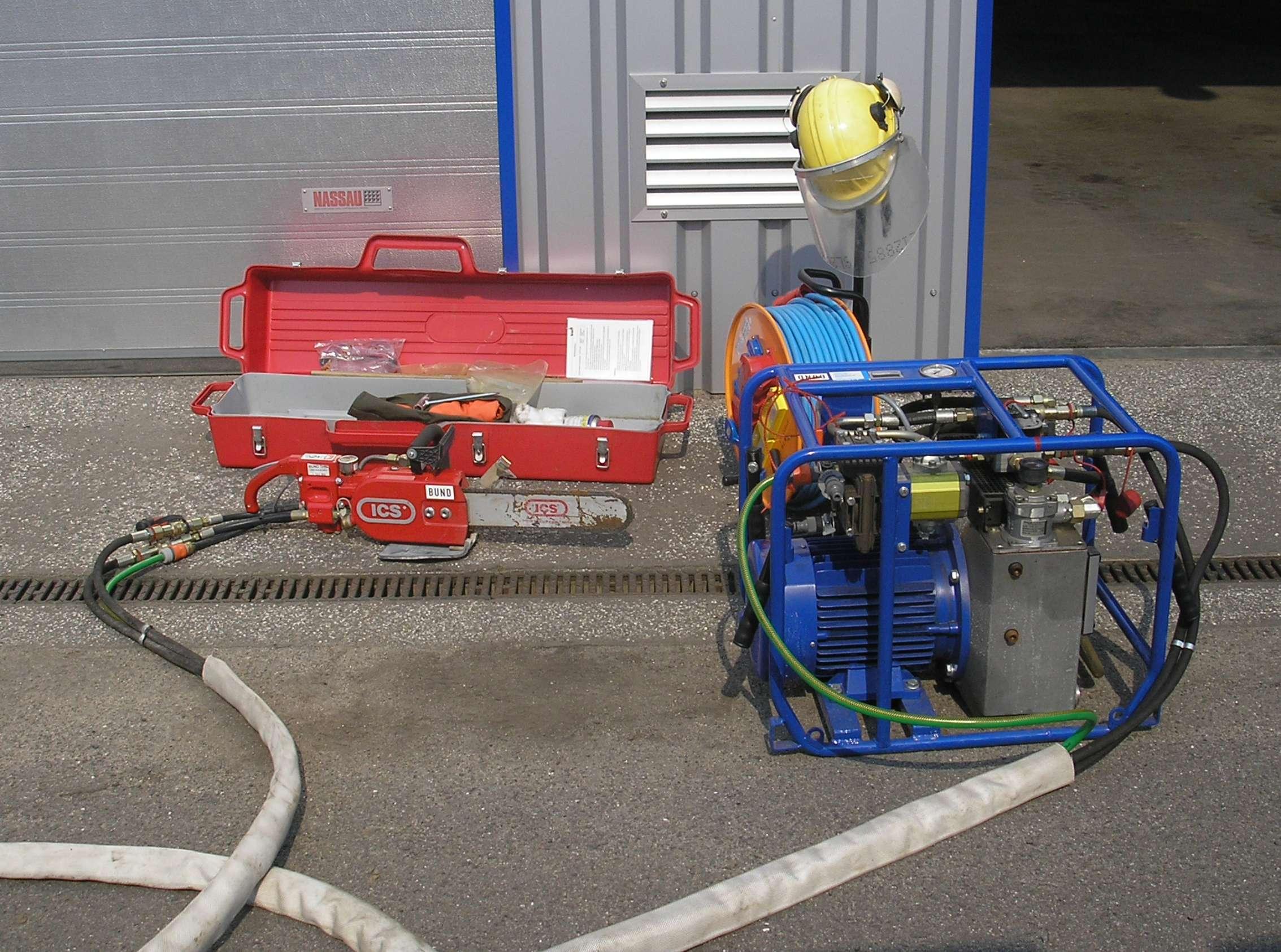
7. Een hydraulisch aangedreven steenkettingzaag, met hydropomp op benzine
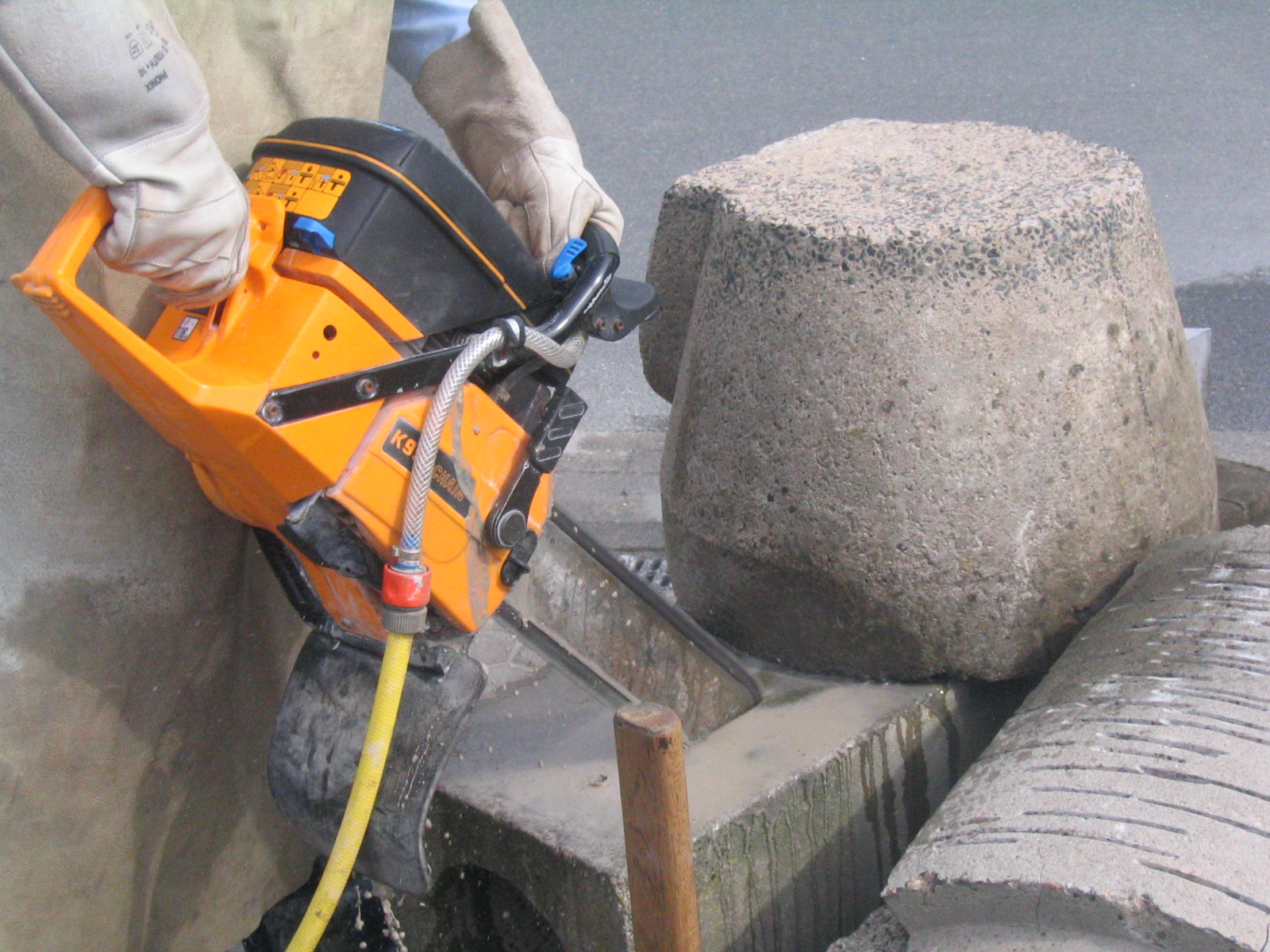
8. Een handbediende kettingzaag met benzinemotor voor beton, baksteen en steen
Diagram van een Romeinse schudzaag op waterkracht